# The Tall Men
The Tall Men (traducida como Garras de ambición, en México y Los implacables, en España) es una película estadounidense de 1955 del género western, dirigida por Raoul Walsh, con Clark Gable, Jane Russell y Robert Ryan en los principales papeles. Producida en color DeLuxe para 20th Century Fox por William A. Bacher y William B. Hawks. El guion de Sydney Boehm y Frank S. Nugent está basado en la novela homónima de 1954 escrita por Heck Allen (bajo el seudónimo de Clay Fisher). El rodaje se realizó en el Parque nacional Sierra de Órganos y en la ciudad de Sombrerete, ambos en el estado de Zacatecas (México).
Garras de ambición / Los implacables «fue merecidamente uno de los westerns de mayor éxito de mediados de la década de 1950». Junto con Río Rojo (Red River, 1948), Cowboy (1958) y Los cowboys (The Cowboys, 1972) es uno de los grandes wésterns con traslado de ganado a gran escala.

## Argumento
Los hermanos Ben (Clark Gable) y Clint (Cameron Mitchell) Allison van camino de los yacimientos de oro en Montana, después de servir en el ejército confederado. Al necesitar algo de dinero, deciden robar a un rico hombre de negocios, Nathan Stark (Robert Ryan). A punta de pistola le llevan a un lugar apartado donde le dicen que podrá irse libremente al día siguiente pero sin su dinero. Stark les ofrece convertirse en socios para conducir un gran rebaño de reses y caballos desde Texas a Montana, siguiendo la ruta Bozeman; Stark pondría el capital para comprar el ganado y los Allison su experiencia. Cuando los tres están de camino para comprar el rebaño se encuentran con un grupo de colonos hambrientos que les dan refugio durante una tormenta de nieve. Entre los colonos está Nella Turner (Jane Russell) a quien tanto Ben como Stark encuentran interesante.
Al día siguiente siguen su camino pero descubren que los indios sioux podrían atacar a los colonos. Ben regresa para ayudar y se encuentra a Nella como única superviviente; decide irse con Ben y tiene que esperar que pase una tormenta en una cabaña. Comienza un idilio pero se alejan al darse cuenta de que el sueño de su vida no coincide; Nella, después de una infancia infernal en una granja, quiere alejarse de ese mundo, mientras que Ben sueña con un discreto rancho.
Llegan a San Antonio y se encuentran con Stark y Clint, que habían llegado en la diligencia. Ben recluta a un grupo de vaqueros leales para el accidentado viaje de 1500 millas hasta Montana. Durante el viaje, Nella muestra su interés romántico por Stark, que tiene sueños más grandiosos que Ben.  
A lo largo del viaje se enfrentan con una pandilla de bandidos que exige 5000 dólares para permitirles el paso por el estado de Kansas. Ben se niega y se resuelve con una pequeña lucha. Poco más adelante Clint explora por su cuenta el territorio, habitado por los sioux. Cuando el caballo de Clint regresa solo al campamento, Ben sale a buscarlo y lo encuentra colgado de un árbol con varias flechas sioux clavadas en el pecho. Durante unos días, Ben vigila los movimientos de los sioux y vuelve al campamento con el plan estratégico de provocar una estampida de las reses y los caballos contra los indios. Después de la breve batalla, solamente se han perdido entre 100 y 150 reses.
Cuando llegan a Montana, Stark vende el rebaño por 170000 dólares. Ben se presenta en la oficina de Stark para cobrar su parte y el bonus de sus vaqueros. Stark traiciona a Ben e intenta entregárselo al comité de vigilancia para que lo cuelgue. Peo Ben ha sido precavido y mantiene el control sobre la situación, toma el dinero que había acordado para él y sus hombres y se va de la ciudad. Cuando llega a su campamento y está desdoblando su saco de dormir escucha a Nella cantar desde dentro de la carreta.

## Reparto
- Clark Gable ... Coronel Ben Allison
- Jane Russell ... Nella Turner
- Robert Ryan ... Nathan Stark
- Cameron Mitchell ... Clint Allison
- Juan García ... Luis, jefe de la cuadrilla de vaqueros de Allison
- Harry Shannon ... Sam, ganadero expoliado por los bandidos
- Emile Meyer ... chickasaw Charlie
- Steve Darrell ... Coronel Norris, del regimiento de la caballería de los Estados Unidos

## Producción
El título original en inglés, The Tall Men, se explica con la breve introducción que aparece en la pantalla después de los títulos de crédito iniciales:

| Montana Territory 1866. They came from the South, headed for the goldfields…Ben and Clint Allison, lonely, desperate men. Riding away from a heart break memory of Gettysburg. Looking for a new life. A story of tall men—and long shadows. | 1866, Territorio de Montana. Vienen del Sur, en busca de oro... Ben y Clint Allison, solitarios, desesperados. Huyendo del desgarrador recuerdo de Gettysburg. Buscando una nueva vida. Una historia de hombres altos —y sombras largas. |

El director dijo que los tres actores principales formaban una «hermosa combinación». Con respecto al hecho de filmar el arreo de «gran rebaño de ganado», reconoció similitudes con otras películas, particularmente con Río Rojo (Red River, 1948), pero aclaró que sus personajes no se parecían a los de Río Rojo. El estudio destacó en la publicidad de la película que el rebaño estaba formado por 4000 cabezas de ganado, el más grande que se había filmado hasta el momento.
Las escenas invernales se rodaron en Sun Valley (Idaho), aunque para algunas secuencias se necesitó nieve artificial. Las escenas de la estampida se rodaron en el Parque nacional Sierra de Órganos, en el estado de Zacatecas (cercano a Durango).